# Llibre de Sent Soví
El Llibre de Sent Soví (1324) es un recetario de cocina medieval, de autor anónimo y escrito en catalán. Se conservan dos copias manuscritas originales, que se encuentran en la actualidad en la Universidad de Valencia (corresponde al manuscrito n.º 216 de la Biblioteca General e Histórica de la Universidad de Valencia) y en la Biblioteca Universitaria de Barcelona. Fue publicado por primera vez en el año 1952 por el general Lluís Faraudo de Saint-Germain, editor de muchos otros textos medievales.[cita requerida] Posteriormente se han ido sacando otras ediciones comentadas. Se trata de una fuente histórica fundamental que permite averiguar la historia de la alimentación en Europa en la Edad Media, y en particular de los orígenes de las gastronomías valenciana y catalana.

## Orígenes
Los dos manuscritos provienen de un libro originario que data de 1324 que constaba de un índice y una introducción, además de poseer doscientas veinte recetas ordenadas, todas pertenecientes a la cocina catalana. Escrito en catalán, el autor del recetario es anónimo y hoy en día es un misterio, aunque se piensa que pudo ser un miembro del clero, al elegir para el libro el nombre de un santo (San Salvio, en castellano). Se podría tratar del fraile Francesc Eiximenis. Una investigación reciente dirigida por Luis Cifuentes indica que el texto valenciano, más corto pero más antiguo, es el que correspondería realmente al original Llibre de Sent Soví, mientras que el texto encontrado y conservado en Barcelona, mucho más largo, sería una obra diferente identificada como Llibre de totes maneres de potatges de menjar, el cual incluiría el contenido del texto valenciano en un proceso de fusión de textos.

## Características
El libro aparece con el título Llibre de totes maneres de potatges de menjar (procedente de una copia con n.º 68 de la Biblioteca de la Universidad de Barcelona) aunque es conocido en la literatura como Llibre de Sent Soví. Existen muchas ediciones del libro, siendo la más solicitada la comentada por el historiador y gastrónomo Rudolf Grewe (1927-1994) en el año 1979. El libro se compone de dos centenares de capítulos. Cada uno de ellos es una receta de un plato, donde se pueden encontrar descripciones de sopas, de salsas, las especias empleadas, y de composiciones culinarias diversas.  

### Recetas
Los productos que aparecen en las recetas son muy variados, algunos sucesores de los sabores de la Roma antigua; basada a su vez en la de la antigua Grecia y otros aportados por la cultura árabe y judía, entre los cuales se pueden mencionar el azúcar, el arroz, la canela, el azafrán, la berenjena, la alcachofa o el espárrago. Aparecen influencias de la cocina árabe, tanto en la evolución del gusto como en técnicas, además de la mencionada introducción de nuevos productos; y también novedades respecto a la base romana-árabe general del conjunto, como por ejemplo la cocción en chimenea (llar de foc), el escabeche de pescados o el uso de picadas de almendras, pan y otros ingredientes al mortero, para acabar de ligar los platos.
Entre las recetas destacan las carnes, el pescado y las verduras. Otros productos estrella eran la carne de cerdo y de cabrito, la merluza, la lechuga, los guisantes, etc. Solamente utiliza productos mediterráneos; así, por ejemplo, una cuarta parte de las recetas totales son de pescado, todos de agua salada y de este mar, y no aparecen, pues, pescados como la trucha (agua dulce) o el salmón (atlántico). Solo las especias (excepto finas hierbas y azafrán) eran importadas. Tampoco aparecen recetas con almejas, aunque se utilizan en la cocina catalana posterior. Hay recetas específicas para enfermos y un gran número de recetas que se explican para Cuaresma y que no contienen productos de origen ave o mamífero (ni carne, ni ave, ni huevos, ni leche animal, etc.) y que suelen ser a base de pescado. Los dulces de Cuaresma se hacen con leche de almendras y azúcar o miel.
La cocina catalana es ejemplificada en el recetario a través de las técnicas culinarias que se enseñan y que consiguen que la elaboración de los productos sea todo un arte. Muchas de las técnicas y recetas se siguen haciendo actualmente, algunas de manera idéntica, otras más o menos evolucionadas.

## Ediciones modernas
- 1952: a cargo de Lluís Faraudo de Saint-Germain.
- 1979: a cargo de Rudolf Grewe[10]
- 2003: a cargo de Joan Santanach (en catalán)
- 2006: a cargo de Joan Santanach
- 2007:[11]
- 2008: a cargo de Joan Santanach (en inglés)[12]
- 2013: a cargo de Patrick Gifreu (en francés)[13]